# Rectorado de la Universidad de Carabobo
La antigua Estación Camoruco del Ferrocarril de Valencia (Venezuela), es un edificio que actualmente alberga el Rectorado de la Universidad de Carabobo.

## Historia
Fue construido a finales del siglo XIX para funcionar como estación del Ferrocarril Inglés de Venezuela, y posteriormente inaugurado por el presidente Antonio Guzmán Blanco en 1880. Su llegada a la ciudad ocurrió el 16 de febrero de 1888 a través de la recién construida estación de la zona llamada "Camoruco" (adoptando de allí su nombre) y realizaría tres (3) viajes diarios entre Puerto Cabello y Valencia a partir de ese entonces.
Habiendo previsto la importancia de este sistema de transporte masivo que tendría para la localidad, en valencia se procedió a crear un sistema de tranvía de tracción a sangre para conectar el centro de la ciudad con la estación ferroviaria. Dicho sistema, el cual pasó a ser eléctrico en 1915, funcionó hasta el 31 de marzo de 1947. Apenas una década después, 1957, dejó de funcionar el ferrocarril a vapor.
En 1958 la recién aperturada Universidad de Carabobo solicitó al gobierno nacional las instalaciones y terrenos de la antigua estación en carácter de donación, lo cual una vez aprobado llevó a la mudanza del Rectorado y sus oficinas administrativas al lugar; manteniéndose como tal hasta la actualidad.
Con motivo del Centenario, la Universidad decretó a la vieja Estación como Patrimonio Histórico Universitario en 1991, en reconocimiento a la gran utilidad que ha tenido para la Universidad.